# ВК Бечеј
Ватерполо клуб Бечеј је бивши ватерполо клуб из Бечеја. Клуб је основан 1947. године, а због лоше финансијске ситуације угашен је 2002. године.

## Историја
Клуб је основан 1947. године. Прво ватерполо игралиште у Бечеју се налазило на каналу између два Шлајза, почетком шездесетих клуб прелази на нови базен олимпијских димензија у центру града, док је затворени базен отворен 1987. године.
Шездесетих година је ушао у Другу савезну лигу, где је играо пуне две деценије. Почетком осамдесетих је почео успон клуба, а прво је две сезоне провео у Првој Б савезној лиги, пре него што је 1983. ушао у Прву савезну лигу Југославије. У прволигашком друштву су се задржали до распада СФРЈ, а Бечеј је са такмичењем наставио у Првој лиги СР Југославије. Половином деведесетих Бечеј је постао доминантан у југословенском ватерполу, па је успео да од 1996. до 2001. освоји шест дуплих круна (првенство и куп) заредом.
Највећи успех у својој историји клуб је остварио 2000. године, када је постао првак Европе, а у финалу 27. маја су савладали загребачку Младост са 11:8. Занимљиво је да су до тог трофеја стигли без пораза, имали су десет победа и један нерешен резултат, који је остварен на гостовању немачком Шпандау 04. Александар Шапић је те сезоне са 39 постигнутих голова био најбољи стрелац Лиге шампиона. Поред те сезоне када су постали прваци Европе, још три пута су су стизали до завршног турнира. Први пут, 1997. године су освојили четврто место у Напуљу. Већ наредне сезоне, такође у Напуљу, су стигли до финала у коме су поражени од Сплитске банке. У Сплиту 2001. године поново су били четврти. Због финансијских проблема клуб је угашен 2002. године.
Након гашења ВК Бечеј у Бечеју основани су нови клубови ПВК Бечеј 2005 и Ватерполо академија Бечеј, први је основан 2005, а други 2007. године. Спајањем ова два клуба 2010. године основан је ВК Бечејац.

## Успеси
| Такмичење                    | Такмичење                | Број                     | Година                                                |                          |                          |
| Национално првенство - 6     | Национално првенство - 6 | Национално првенство - 6 | Национално првенство - 6                              | Национално првенство - 6 | Национално првенство - 6 |
| ---------------------------- | ------------------------ | ------------------------ | ----------------------------------------------------- | ------------------------ | ------------------------ |
| Првенство СР Југославије     | Првак                    | 6                        | 1995/95, 1996/97, 1997/98, 1998/99, 1999/00, 2000/01. |                          |                          |
| Првенство СР Југославије     | Други                    | 0                        | /                                                     |                          |                          |
| Национални куп - 6           |                          |                          |                                                       |                          |                          |
| Куп СР Југославије           | Победник                 | 6                        | 1995/95, 1996/97, 1997/98, 1998/99, 1999/00, 2000/01. |                          |                          |
| Куп СР Југославије           | Финалиста                | 0                        | /                                                     |                          |                          |
| Континентална такмичења      |                          |                          |                                                       |                          |                          |
| Лига шампиона (Куп шампиона) | Првак                    | 1                        | 1999/00.                                              |                          |                          |
| Лига шампиона (Куп шампиона) | Финалиста                | 1                        | 1998/99.                                              |                          |                          |
| Лига шампиона (Куп шампиона) | Полуфинале               | 2                        | 1996/97., 2000/01.                                    |                          |                          |

### Шампионски састав Бечеја
Састав освајача титуле првака Европе 2000. године.
| - Александар Шоштар - Слободан Соро - Предраг Зимоњић - Горан Крстоношић - Ненад Вуканић - Недељко Родић - Бранко Пековић - Александар Ћирић |  | - Вељко Ускоковић - Ласло Тот - Иштван Месарош - Александар Шапић - Југослав Васовић - Балаш Винце - Небојша Милић - Србислав Чиплић |